# Жаїр да Роза Пінто
Жаїр да Роза Пінто (порт. Jair Rosa Pinto, 21 березня 1921, Куатіс — 28 липня 2005, Ріо-де-Жанейро) — бразильський футболіст, що грав на позиції нападника, зокрема, за клуби «Васко да Гама», «Палмейрас» та «Сантус», а також національну збірну Бразилії. По завершенні ігрової кар'єри — тренер.
Переможець Ліги Каріока. Триразовий переможець Ліги Пауліста. У складі збірної — дворазовий володар Кубка Ріу-Бранку, переможець чемпіонату Південної Америки.

## Клубна кар'єра
Народився 21 березня 1921 року в Куатіс. Вихованець юнацьких команд футбольних клубів «Васко да Гама» та «Барра Манса».
У дорослому футболі дебютував 1938 року виступами за команду «Мадурейра», в якій провів п'ять сезонів.
Своєю грою за цю команду привернув увагу представників тренерського штабу клубу «Васко да Гама», до складу якого приєднався 1943 року. Відіграв за команду з Ріо-де-Жанейро наступні три сезони своєї ігрової кар'єри. Більшість часу, проведеного у складі «Васко да Гама», був основним гравцем атакувальної ланки команди. У складі «Васко да Гама» був одним з головних бомбардирів команди, маючи середню результативність на рівні 0,38 голу за гру першості.
Протягом 1947—1949 років захищав кольори «Фламенго».
1949 року уклав контракт з клубом «Палмейрас», у складі якого провів наступні шість років своєї кар'єри гравця. Граючи у складі «Палмейраса» також здебільшого виходив на поле в основному складі команди.
З 1956 року чотири сезони захищав кольори клубу «Сантус». Тренерським штабом нового клубу також розглядався як гравець «основи».
Протягом 1961—1962 років захищав кольори команди «Сан-Паулу».
Завершив професійну ігрову кар'єру у клубі «Понте-Прета», за команду якого виступав протягом 1962—1963 років.

## Виступи за збірну
1940 року дебютував в офіційних матчах у складі національної збірної Бразилії. Протягом кар'єри у національній команді провів у її формі 39 матчів, забивши 22 голи.
У складі збірної був учасником чотирьох чемпіонатів Південної Америки: 1945 року у Чилі, 1946 року в Аргентині, 1949 року у Бразилії, 1956 року в Уругваї.
У складі збірної був учасником чемпіонату світу 1950 року у Бразилії, де разом з командою здобув «срібло», зігравши з Мексикою (4-0), Югославією (2-0), Швецією (7-1), Іспанією (6-1) і Уругваєм (1-2). Забив 3 м'ячі.

### Інцидент з Хосе Саломоном
1946 року став формальним винуватцем погіршення аргентино-бразильських відносин. Доля переможця тогорічного чемпіонату Південної Америки, вирішувалася в останній грі турніру, в якій бразильці грали проти господарів змагання, збірна Аргентини, і у випадку перемоги змінили б їх на чолі підсумкової турнірної таблиці. На тридцятій хвилині гри за рахунку 0:0 Жаїр у боротьбі за м'яч стрибнув у ноги капітанові аргентинців Хосе Саломону, зламавши йому великогомілкову і малогомілкову кістки. Епізод спричинив штовханину між гравцями обох команд, а також масове вибігання на поле аргентинських уболівальників, які переповнили стадіон «Монументаль». Команди під захистом поліції були виведені до роздягалень, а коли порядок на стадіоні було поновлено, повернулися на поле і дограли матч, перемогу в якому завдяки дублю Норберто Мендеса святкували аргентинці. Інцидент мав негативні наслідки не лише для здоров'я і кар'єри Саломона, яку травма по суті завершила, але й для відносин між країнами. Зокрема їх футбольні збірні протягом наступного десятиріччя не провели між собою жодної гри, у тому числі почергово відмовляючись від участі у чемпіонатах Південної Америки протягом другої половини 1940-х і першої половини 1950-х років.

## Кар'єра тренера
Розпочав тренерську кар'єру відразу ж по завершенні кар'єри гравця, 1963 року, очоливши тренерський штаб клубу «Сан-Паулу».
1971 року став головним тренером команди «Віторія» (Салвадор), тренував команду з Салвадора один рік.
Згодом очолював тренерські штаби клубів «Флуміненсе», «Сантус», «Палмейрас».
Протягом тренерської кар'єри також очолював команди клубів «Жувентус» (Сан-Паулу), «Понте-Прета», «Оларія» та «Мадурейра».
Останнім місцем тренерської роботи був клуб «Гуарані» (Асунсьйон).
Помер 28 липня 2005 року на 85-му році життя у місті Ріо-де-Жанейро.

## Титули і досягнення

### Командні
- Переможець Ліги Каріока (1):

«Васко да Гама»: 1945
- Переможець Ліги Пауліста (3):

«Палмейрас»: 1950
«Сантус»: 1956, 1958
- Володар Кубка Ріу-Бранку (2): 1947, 1950
- Переможець чемпіонату Південної Америки (1): 1949
- Срібний призер Чемпіонату Південної Америки: 1945, 1946
- Віце-чемпіон світу: 1950

### Особисті
- Найкращий бомбардир чемпіонату Південної Америки: 1949 (9 м'ячів)